# A glazba i dalje svira (knjiga)
A glazba i dalje svira (eng. And the Band Played On: Politics, People, and the AIDS Epidemic) je knjiga koju je napisao i godine 1987. izdao Randy Shilts, novinar San Francisco Chroniclea. U njoj je opisano otkriće i širenje virusa ljudske imunodeficijencije (HIV) i Sindroma stečene imunodeficijencije (AIDS) s posebnim naglaskom na nebrigu vlasti i političke borbe koje su karakterizirale reakciju na bolest, posebno u SAD gdje su simptomi shvaćeni kao gay bolest. Shiltsova glavna teza jest da AIDS ima biološkog uzročnika, ali da su nesposobnost i bezosjećajnost prema onima koji su prvi bili njome pogođeni ovu bolest učinili daleko gorom; odnosno, AIDS se u ovakvom obliku mogao spriječiti. Knjiga predstavlja primjer istraživačkog novinarstva, a napisana je u obliku iscrpne kronologije događaja, s time da su najvažniji događaji opisani u detaljnim sažecima. Shilts također opisuje ličnosti i političke borbe vezane uz ličnosti koje su reagirale na bolest, kako u gay krugovima, tako i liječničkoj zajednici i političkim krugovima. Knjiga počinje sa slučajem Grethe Rask, danske liječnice koja je 1970-ih postala prvom potvrđenom žrtvom AIDS-a. Završava godine 1985. kada je slavni glumac Rock Hudson potvrdio da umire od AIDS-a, čime je međunarodna javnost postala potpuno svjesna te bolesti.
Knjiga je na prostoru bivše Jugoslavije objavljena krajem 1980-ih u nastavcima u časopisu Start.
Godine 1993. knjiga je poslužila kao predložak za TV-film And the Band Played On (1993.) u režiji Rogera Spootiswoodea.

## Vanjske poveznice
- (engl.) Lyrics to "The Band Played On"
- (engl.) Shilts' obituary from the Los Angeles Times
- (engl.) Gay Men's Health Crisis Website
- (engl.) San Francisco AIDS Foundation Reported by Shilts originally as the San Francisco KS Foundation, started by Cleve Jones and Dr. Marcus Conant.